# Osos de Guadalajara
Los Osos de Guadalajara es un equipo de baloncesto mexicano que participa en la Liga Nacional de Baloncesto Profesional con sede en la ciudad de Guadalajara, Jalisco, México.

## Historia
Los Osos de Guadalajara debutarán en la temporada 2012-2013 en la LNBP.

## Jugadores

### Roster actual
Temporada 2012-2013
Por definir.